# Andrew Martindale
Andrew Henry Robert Martindale (19. prosince 1932 Bombaj – 29. května 1995 Norwich) byl v době své náhlé smrti ve věku pouhých 62 let profesor výtvarného umění na University of East Anglia. Patřil k průkopníkům výuky dějin umění jako akademické disciplíny a patřil k zakládajícím členům Asociace historiků umění. Byl také velmi uznávaným medievistou, specializujícím se na období pozdní gotiky a rané renesance a vydal řadu publikací. Jeho kniha The Rise of the Artist (Vzestup umělce) z roku 1972 je velmi ceněná, často citovaná a je označována za „brilantní studii o hierarchiích ve středověkém mecenášském systému“.

## Mládí
Andrew Martindale se narodil 19. prosince 1932 v Bombaji jako syn Henryho Martindalea, duchovního anglikánské církve, který byl v letech 1927–1933 v tomto městě arciděkanem, a Augusty Martindaleové. Navštěvoval sborovou školu Christ Church Cathedral School v Oxfordu, poté Westminster School a pak studoval historii na New College v Oxfordu. Jeho postgraduální kvalifikace na Courtauldově institutu umění, kde studoval nebo pracoval po boku předních osobností světové historie umění, jako byli Anthony Blunt, George Zarnecki, Peter Kidson, Brian Sewell a Christopher Hohler, ho přivedla k celoživotní kariéře historika umění a akademika. Byl oceňován jako „dokonalý historik umění“.

## Profesní působení
Po roční spolupráci s Nikolausem Pevsnerem na sérii Buildings of England, konkrétně v hrabství Surrey a Norfolk, byl Martindale v roce 1959 Anthony Bluntem jmenován lektorem na Courtauldově institutu. Studium dějin umění se v Británii etablovalo ve 30. letech 20. století po otevření Courtauldova institutu v roce 1932, od 60. let 20. století se zájem o dějiny umění jako akademického oboru zvyšoval a na nových univerzitách (včetně univerzit ve Východní Anglii, Essexu a Sussexu), na polytechnických školách (například v Middlesexu) a dalších institucích vyššího a dalšího vzdělávání vznikaly katedry dějin umění. Jak uvedl John Onians v nekrologu svého kolegy pro The Independent: „Martindale byl příkladnou osobností, jejíž aktivní role byla významná při stanovování standardů a určování směru při zavádění a popularizaci studijního oboru dějiny umění. Ve své funkci poradce komise pro univerzitní granty pro dějiny umění byl horlivým mluvčím tohoto oboru a je chválen za to, jak se vypořádal se zásadním primárním hodnocením výzkumu“.
Martindale přednášel dějiny středověkého a renesančního umění na Courtauldově institutu až do roku 1965, kdy ho Peter Lasko požádal, aby přešel na katedru výtvarného umění a hudby, která byla založena na nové University of East Anglia (UEA); ta se měla stát akademickým centrem dějin umění, jež se odklonilo od tradice studia pouze západního umění a architektury. Zprvu se vyvinula ve Školu světových uměleckých studií a muzeologie, na což Martindale dohlížel, později se stala známou jako Škola uměleckých, mediálních a amerických studií. V roce 1965 byl Martindale jmenován docentem, v roce 1971 děkanem a v roce 1974 převzal po Laskovi funkci profesora výtvarného umění. V těchto posledních funkcích se úzce podílel na vytvoření Sainsbury Centre for Visual Arts, které mělo sloužit k uložení sbírky více než tří set uměleckých prací z 20. stol. a etnografických předmětů, které univerzitě v roce 1973 věnovali Sir Robert Sainsbury a lady Lisa Sainsburyová spolu s dotací na budovu, kterou navrhl Norman Foster. Budova, v níž sídlila také Škola světových uměleckých studií a muzeologie, byla otevřena v roce 1978 a později byla rozšířena o přístavbu, kterou rovněž financovali Sainsburyovi. V roce 2012 se stala památkově chráněnou budovou II. stupně.
Rukopisy a fotografie ze sbírky Andrewa Martindalea jsou uloženy ve fotografické sbírce UEA v Sainsburyho centru pro vizuální umění. V době svého působení na Courtauldově institutu Martindale také přispěl fotografiemi do Conwayovy knihovny, jejíž archiv snímků architektury se digitalizuje.

## Veřejné působení a ocenění
Jako zakládající člen Asociace historiků umění Martindale spolupořádal její výroční konference a stál především u zrodu jejího časopisu Art History, který poprvé vyšel v roce 1978. Téměř třicet let působil v Radě pro péči o církve a také ve Výboru pro univerzitní granty a ve fakultním výboru. Byl také zvolen členem Londýnské společnosti starožitníků.
Když profesor George Henderson, zakládající člen Harlaxtonského středověkého sympozia, odešel do Skotska, převzal jeho funkci profesor Martindale. Sympozium v roce svého úmrtí měl svolat on. Z příspěvků přednesených na konferenci v onom roce se stal sborník na jeho počest s názvem England and the Continent in the Middle Ages: studies in memory of Andrew Martindale. V roce své smrti byl také prezidentem Ecclesiastical History Society.
Po Martindaleově smrti přispěli jeho přátelé a kolegové do pamětního fondu, z něhož byl financován každoroční cyklus Martindaleových přednášek.

## Osobní život
V roce 1959 se Martindale oženil s Jane Brookeovou, kolegyní medievalistkou a emeritní pracovnicí Východoanglické univerzity, která publikuje pod jménem Jane Martindaleová. Martindale byl nadaný klavírista a celý život hrál na cembalo a klavír; hudební dovednosti získal už jako chlapec ve sboru. Zemřel 29. května 1995 v Norwichi po krátké nemoci na nádor na mozku.